# 阿拉善单刺蓬
阿拉善单刺蓬（学名：Cornulaca alaschanica）为苋科单刺花属的植物，为中国的特有植物。分布于中国大陆的甘肃等地，一般生长在流沙边缘和沙丘间的洪积层上，目前尚未由人工引种栽培。